# Marilyn Lake
Marilyn Lee Lake (Hobart, Australia, 5 de enero de 1949) es una historiadora australiana conocida por su trabajo sobre los efectos de los militares y la guerra en la sociedad civil australiana, la historia política de las mujeres australianas y el racismo australiano, incluida la política blanca australiana y el movimiento por los derechos humanos de los aborígenes e isleños del Estrecho de Torres. Fue galardonada con una Cátedra Personal de Historia por La Trobe University en 1994. Ha sido elegida miembra de la Academia Australiana de Humanidades y miembra de la Academia de Ciencias Sociales de Australia.
Sus intereses de investigación incluyen la historia de Australia; nación y nacionalismo; género, guerra y ciudadanía; feminidad y masculinidad; historia del feminismo; raza, género e imperialismo; historia global y transnacional.

## Biografía
Marilyn Lee Calvert nació el 5 de enero de 1949 en Hobart, Tasmania. El 5 de octubre de 1968 se casó con Sam Philip Spencer Lake, con quien tiene dos hijas.
Estudió Historia en la Universidad de Tasmania, donde residió en el Jane Franklin Hall, y se graduó con un Bachelor of Arts el 10 de abril de 1968. Ese año presentó su tesis de honor, WA Wood's and the Clipper, 1903-1909. Un estudio en Periodismo radical, y fue galardonada el 2 de abril de 1969.
El 11 de abril de 1973 se obtuvo una Master of arts por la Universidad de Tasmania. Su tesis, sobre la sociedad de Tasmania en la Primera Guerra Mundial, se convirtió en su primer libro, A Divided Society, en 1975.
Obtuvo su Ph. D. por la Universidad de Monash en 1984. Su tesis doctoral, "he limits of hope: soldier settlement in Victoria, 1915–1938 se convirtió en un libro con el mismo título en 1987.
En 1986, Lake fue nombrada profesora de historia y teoría social en la Universidad de Melbourne. En 1988, fue nombrada Profesora Titular y fue la Directora Fundamental de Estudios de la Mujer (1988-94) en La Trobe University. En 1991, Lake fue nombrada rectora en la Facultad de Humanidades y Ciencias Sociales de la Universidad La Trobe. En 1994 fue elevada a Profesora de Historia en la Facultad de Humanidades y Ciencias Sociales, y la Universidad La Trobe con una Cátedra Personal en Historia.
En 1997, fue profesora invitada de la Universidad de Estocolmo. Entre 2001 y 2002, fue la directora de estudios australianos en la Universidad de Harvard. Entre 2004 y 2008 fue becaria australiana del Australian Research Council, en La Trobe University.
En 2008 fue trabajó como investigadora para el primer ministro australiano, en Canberra.
En 2011 recibió otra beca de investigación profesional del Consejo de Investigación australiano "para investigar la historia internacional de la democracia australiana. Investigará tanto el impacto de la innovación democrática australiana: sufragio masculino, el día de 8 horas, el voto australiano, los derechos de las mujeres en el exterior, y los compromisos de Australia con organizaciones internacionales como la OIT y las Naciones Unidas, la traducción de los nuevos derechos humanos a los derechos de ciudadanía, en el hogar, en el siglo XX.